# 辺境伯
辺境伯（へんきょうはく、辺疆伯、英語: Margrave, ドイツ語: Markgraf）は、ヨーロッパにおける貴族の称号の一種。中央から離れて大きな権限を認められた地方長官である。

## 歴史
フランク王国の国境軍事地区（マルク(Mark)：辺境地区、辺境伯領）に設けられた、国土防衛の指揮官・地方長官の称号がはじまり。
異民族と接しているため、他の地方長官よりも広大な領域と大きな権限が与えられており、一般の地方長官である伯（Graf, count）よりも高い地位にある役職とみなされていた。
フランク王国から後の時代ではイングランドではケルト地域（スコットランドやウェールズ）との国境、フランス王国ではムスリムと接するスペイン（スペイン辺境領）、ドイツではハンガリー王国（マジャール人）と接するオーストリア、スラブ人と接するブランデンブルクなどにおかれた。
時代が下ると、この称号の保有者は、Fürstとほぼ同格、時にはHerzogにも匹敵する世襲の封建諸侯に転化し、諸侯の爵位称号の一種となる。フランスなどドイツ地方以外の諸国では伯のうち実力のあるものが伯よりも格式の高い称号としてMarkgrafを起源とするmarquisを名乗るようになり、この称号は公と伯の中間にある爵位とみなされるようになった。日本語では侯爵と訳されている。
一方ドイツでは、オーストリアやブランデンブルクの辺境伯は辺境地方において勢力を拡大し、有力な領邦君主に成長するに至った。オーストリア辺境伯領はオーストリア大公国の前身となり、ブランデンブルク辺境伯領は選帝侯となったのちにプロイセン公国と同君連合してブランデンブルク＝プロイセンとなる。これらドイツの辺境伯の称号は、英語で辺境伯をmargraveというように、ドイツ以外の地域で使われる同一語源の称号marquisとは区別されており、日本語でも辺境伯の語が定訳となっている。
辺境伯領と名の付く地域は、いわゆる「辺境」であるとは限らないこともある。バーデン辺境伯領はフランスとの境界に位置し、ドイツの中で見れば周縁部であるとはいえ、古くから交易の要所として栄えた先進地域であった。フランケン地方のアンスバッハ、バイロイト両辺境伯領は、皇帝居城の城代であったニュルンベルク城伯領を発祥とし、古来まぎれもなくドイツ中央部といえるが、ブランデンブルク辺境伯（現在のドイツ東部ブランデンブルク州で、当時はスラブ人と接する「辺境」であった）を本流とするホーエンツォレルン家の分家としてこの地を相続したため辺境伯の称号を帯びた。これらの場合は辺境伯が伯爵の上位とみなされることに着目した事実上の陞爵とも理解される。
オーストリア、ブランデンブルクの両辺境伯が早くから大公、選帝侯に昇格したほか、有力領邦バーデン辺境伯も1806年にはバーデン大公国に昇格して、名目上の称号となっていたモラヴィア辺境伯などを除いては19世紀以降のドイツ圏でこの称号を帯びる領邦は消滅した。

## 例
- ブランデンブルク辺境伯
- マイセン辺境伯
- バーデン辺境伯
- ブランデンブルク＝アンスバッハ辺境伯
- ブランデンブルク＝クルムバッハ辺境伯
- ブランデンブルク＝キュストリン辺境伯
- ブランデンブルク＝シュヴェート辺境伯
- オーストリア辺境伯
- ケルンテン辺境伯
- モラヴィア辺境伯
- ラウジッツ辺境伯
- シュタイアーマルク辺境伯
- オストマルク (ザクセン)
- ノルトマルク
- マーチ伯（Marchは「辺境」のこと）
- トリノ辺境伯